# Taufkirchen (Monaco di Baviera)
Taufkirchen è un comune tedesco di 17 599 abitanti, situato nel land della Baviera.